# NGC 763
NGC 763 je galaksija u zviježđu Kit.

## Vanjske poveznice
- SEDS: NGC 763